# Jordan (Utah)
Jordan är en flod i den amerikanska delstaten Utah. Den är 83 km lång och rinner från Utahsjön norrut, passerar Salt Lake City och rinner sedan ut i Stora Saltsjön.